# دان كودي
دان كودي (بالإنجليزية: Dan Cody)‏ هو لاعب كرة قدم أمريكية أمريكي، ولد في 1 ديسمبر 1983 في أدا في الولايات المتحدة.

## وصلات خارجية
- دان كودي على موقع مرجع كرة القدم المحترفة.كوم (الإنجليزية)